# Albedo 0.39
Pour les articles homonymes, voir Albédo (homonymie).
Albums de Vangelis
Heaven and Hell
(1975) La Fête sauvage
(1976)
Singles
1. Pulstar
Sortie : 1976

Albedo 0.39 est un album studio du compositeur grec Vangelis, sorti en 1976.

## Historique
Cet album est le deuxième que Vangelis enregistre aux studios Nemo qui sont sa propriété, le premier étant Heaven and Hell (1975).
Le titre de l'album renvoie à l'albédo, le pouvoir réfléchissant d'une surface dans l'espace (0,39 correspond à celui de la Terre). La pochette de l'album montre une sphère posée dans un petit verre où l'on voit la lumière passer au travers.

## Single
RCA Records souhaite sortir un single et décide de se focaliser sur le titre Pulstar qui donne son nom au contenu de la face A, alors que celui de la face B est Alpha.

## Liste des titres
| 1. | Pulstar              | 5:45 |
| 2. | Freefall             | 2:20 |
| 3. | Mare Tranquillitatis | 1:45 |
| 4. | Main Sequence        | 8:15 |
| 5. | Sword of Orion       | 2:05 |

| 1. | Alpha                  | 5:45 |
| 2. | Nucleogenesis (Part 1) | 6:15 |
| 3. | Nucleogenesis (Part 2) | 5:50 |
| 4. | Albedo 0.39            | 4:30 |

## Crédits
- Vangelis : synthétiseurs, claviers, basse, percussions, gamelan, arrangements
- Keith Spencer-Allen : voix sur le titre Albedo 0.39, ingénieur du son
- David Ellis : photographies
- Ray Massey : couverture
- Graves/Aslett Assoc. : conception graphique

## Culture populaire
- Pulstar est utilisé comme thème du programme pour enfants de la BBC television programme, Horses Galore. Il a également été utilisé dans l'émission d'ESPN, SportsCenter. Sur la chaîne philippine ABS-CBN, on le retrouve dans TV Patrol et The World Tonight. Des chaînes d'informations locales, comme WHDH à Boston, CBLT à Toronto et CBMT Newswatch à Montréal.
- Au Brésil, Pulstar est utilisé pour une publicité télévisée pour la marque de cigarettes Advance, un long clip très stylisé mis en scène par le réalisateur João Daniel Tikhomiroff.
- Comme d'autres compositions de Vangelis, Pulstar et Alpha sont entendues dans la série documentaire scientifique de Carl Sagan, Cosmos (Cosmos: A Personal Voyage).
- Un extrait de Pulstar s’entend dans le documentaire de la BBC Micro Men (2009).
- Pulstar et Alpha sont présents dans le film documentaire Death of a Princess (1980).
- Pulstar a servi d'identifiant à la radio espagnole Cadena COPE.
- Au Brésil, des extraits de Nucleogenesis (Part One) sont utilisés dans des reportages judiciaires sur la chaîne SBT, dans les années 1990 et 2000. En 2014, sur la chaîne Band, on peut également l'entendre dans l'émission Tá Na Tela.
- Une version mixée d’Alpha est utilisée dans la bande son de la série télévisée d'aventure finlandaise Madventures.
- On entend des extraits de Pulstar et d’Alpha dans l'épisode 3 du film La flor, lorsque les agentes francophones attendent, en compagnie de Dreyfus, la venue des autres espionnes missionnées pour les tuer. Elles écoutent la radio et les publicités en espagnol utilisent des passages de chansons de Vangelis.